# Chūai
Cesarz Chūai (jap. 仲哀天皇 Chūai tennō) – 14. cesarz Japonii, według tradycyjnego porządku dziedziczenia.
Chūai panował w latach 192–200. Po śmierci władcy przez ponad sześć dekad władzę jako regentka sprawowała cesarzowa-wdowa Jingū, tak iż jego następca Ōjin wstąpił na tron dopiero w 270 roku.
Mauzoleum cesarza Chūai znajduje się w Fuji'idera w prefekturze Osaka. Nazywa się ono Ega no Naganu no nishi no misasagi .